# Noruega nos Jogos Olímpicos de Inverno de 2014
A Noruega participou dos Jogos Olímpicos de Inverno de 2014, realizados na cidade de Sóchi, na Rússia. Foi a vigésima segunda aparição do país em Olimpíadas de Inverno.

## Medalhas
| Atleta                                                             | Esporte             | Evento                            | Medalha |
| ------------------------------------------------------------------ | ------------------- | --------------------------------- | ------- |
| Marit Bjørgen                                                      | Esqui cross-country | 15 km skiathlon feminino          | Ouro    |
| Ole Einar Bjørndalen                                               | Biatlo              | Velocidade masculino              | Ouro    |
| Maiken Caspersen Falla                                             | Esqui cross-country | Velocidade individual feminino    | Ouro    |
| Ola Vigen Hattestad                                                | Esqui cross-country | Velocidade individual masculino   | Ouro    |
| Kjetil Jansrud                                                     | Esqui alpino        | Super-G masculino                 | Ouro    |
| Emil Hegle Svendsen                                                | Biatlo              | Largada coletiva masculina        | Ouro    |
| Jørgen Graabak                                                     | Combinado nórdico   | Individual pista longa            | Ouro    |
| Marit Bjørgen Ingvild Flugstad Østberg                             | Esqui cross-country | Velocidade por equipes feminino   | Ouro    |
| Tora Berger Tiril Eckhoff Ole Einar Bjørndalen Emil Hegle Svendsen | Biatlo              | Revezamento misto                 | Ouro    |
| Jørgen Graabak Håvard Klemetsen Magnus Krog Magnus Moan            | Combinado nórdico   | Equipes                           | Ouro    |
| Marit Bjørgen                                                      | Esqui cross-country | Largada coletiva feminina         | Ouro    |
| Ståle Sandbech                                                     | Snowboard           | Slopestyle masculino              | Prata   |
| Ingvild Flugstad Østberg                                           | Esqui cross-country | Velocidade individual feminino    | Prata   |
| Tora Berger                                                        | Biatlo              | Perseguição feminino              | Prata   |
| Magnus Moan                                                        | Combinado nórdico   | Individual pista longa            | Prata   |
| Tora Berger Tiril Eckhoff Ann Kristin Flatland Fanny Horn          | Biatlo              | Revezamento feminino              | Prata   |
| Therese Johaug                                                     | Esqui cross-country | Largada coletiva feminina         | Prata   |
| Heidi Weng                                                         | Esqui cross-country | 15 km skiathlon feminino          | Bronze  |
| Kjetil Jansrud                                                     | Esqui alpino        | Downhill masculino                | Bronze  |
| Martin Johnsrud Sundby                                             | Esqui cross-country | 30 km skiathlon masculino         | Bronze  |
| Anders Bardal                                                      | Salto de esqui      | Pista normal individual masculino | Bronze  |
| Magnus Krog                                                        | Combinado nórdico   | Individual pista normal           | Bronze  |
| Therese Johaug                                                     | Esqui cross-country | 10 km clássico feminino           | Bronze  |
| Tiril Eckhoff                                                      | Biatlo              | Largada coletiva feminina         | Bronze  |
| Kristin Størmer Steira                                             | Esqui cross-country | Largada coletiva feminina         | Bronze  |
| Henrik Kristoffersen                                               | Esqui alpino        | Slalom masculino                  | Bronze  |

Legenda
| Recorde mundial      | Recorde mundial (World record)               |                       | Recorde africano                      | Recorde africano (African) |                                           | Q | Classificado por posição (Qualified) |
| Recorde olímpico     | Recorde olímpico (Olympic record)            | Recorde da América    | Recorde da América (Americas)         | q                          | Classificado por melhor tempo (Qualified) |   |                                      |
| Melhor marca do ano  | Melhor marca do ano (World leading)          | Recorde asiático      | Recorde asiático (Asian)              | DNS                        | Não largou (Did not start)                |   |                                      |
| Recorde nacional     | Recorde nacional (National record)           | Recorde europeu       | Recorde europeu (European)            | DNF                        | Não terminou (Did not finish)             |   |                                      |
| Recorde pessoal      | Recorde pessoal do atleta (Personal best)    | Recorde da Oceania    | Recorde da Oceania (Oceania)          | DSQ / DQ                   | Desclassificado (Disqualified)            |   |                                      |
| Recorde da temporada | Recorde da temporada do atleta (Season best) | Recorde sul-americano | Recorde sul-americano (South America) | NM                         | Sem marca (No mark)                       |   |                                      |